# Rougemont (Côte-d’Or)
Rougemont ist eine französische Gemeinde mit 144 Einwohnern (Stand: 1. Januar 2022) im Département Côte-d’Or in der Region Bourgogne-Franche-Comté. Sie gehört zum Arrondissement Montbard und zum gleichnamigen Kanton.

## Lage
An der westlichen und südwestlichen Gemeindegrenze verläuft der Canal de Bourgogne und parallel dazu der Fluss Armançon, in den im Süden sein Zufluss Bornant einmündet. Sie bilden hier die Grenze zum Département Yonne.
Nachbargemeinden sind Perrigny-sur-Armançon im Norden, Asnières-en-Montagne im Nordosten, Arrans, Saint-Rémy und Buffon im Osten, Quincy-le-Vicomte im Süden und Aisy-sur-Armançon im Westen.

## Bevölkerungsentwicklung
| Jahr                       | 1962 | 1968 | 1975 | 1982 | 1990 | 1999 | 2008 | 2015 |
| -------------------------- | ---- | ---- | ---- | ---- | ---- | ---- | ---- | ---- |
| Einwohner                  | 244  | 223  | 192  | 167  | 158  | 170  | 174  | 162  |
| Quellen: Cassini und INSEE |      |      |      |      |      |      |      |      |